# Eleonora van Sicilië
Eleonora van Sicilië (1325 - Lerida, 1374) was als echtgenote van koning Peter IV van Aragón koningin van Aragón van 1349 tot 1374.
Eleonora was een dochter van koning Peter II van Sicilië en Elisabeth van Karinthië. Op 27 augustus 1349 trouwde ze in Valencia met koning Peter IV van Aragón. Hun kinderen waren:
- Johan (1350-1396)
- Martinus (1356-1410)
- Eleonora (1358-1382), in 1375 gehuwd met koning Johan I van Castilië-Leon (1358-1390)
- Alfons (1362-1364)

## Voorouders
| Voorouders van Eleonora van Sicilië | Voorouders van Eleonora van Sicilië                                         | Voorouders van Eleonora van Sicilië                                         | Voorouders van Eleonora van Sicilië                                         | Voorouders van Eleonora van Sicilië                                         | Voorouders van Eleonora van Sicilië                                           | Voorouders van Eleonora van Sicilië                                           | Voorouders van Eleonora van Sicilië                                           | Voorouders van Eleonora van Sicilië                                           |
| ----------------------------------- | --------------------------------------------------------------------------- | --------------------------------------------------------------------------- | --------------------------------------------------------------------------- | --------------------------------------------------------------------------- | ----------------------------------------------------------------------------- | ----------------------------------------------------------------------------- | ----------------------------------------------------------------------------- | ----------------------------------------------------------------------------- |
| Overgrootouders                     | Peter III van Aragón (1239-1285) ∞ Constance van Sicilië (1249-1302)        | Peter III van Aragón (1239-1285) ∞ Constance van Sicilië (1249-1302)        | Karel II van Napels (1254-1309) ∞ 1270 Maria van Hongarije (1257-1323)      | Karel II van Napels (1254-1309) ∞ 1270 Maria van Hongarije (1257-1323)      | Meinhard II van Gorizia-Tirol (1238-1295) ∞ Elisabeth van Beieren (1227–1273) | Meinhard II van Gorizia-Tirol (1238-1295) ∞ Elisabeth van Beieren (1227–1273) | Hendrik V van Liegnitz (1248-1296) ∞ Elisabeth van Kalisz (1263-1304)         | Hendrik V van Liegnitz (1248-1296) ∞ Elisabeth van Kalisz (1263-1304)         |
| Grootouders                         | Jacobus II van Aragón (1267-1327) ∞ Blanca van Anjou (1280-1310)            | Jacobus II van Aragón (1267-1327) ∞ Blanca van Anjou (1280-1310)            | Jacobus II van Aragón (1267-1327) ∞ Blanca van Anjou (1280-1310)            | Jacobus II van Aragón (1267-1327) ∞ Blanca van Anjou (1280-1310)            | Otto II van Karinthië (1265-1310) ∞ Euphemia van Silesia-Liegnitz (1281-1347) | Otto II van Karinthië (1265-1310) ∞ Euphemia van Silesia-Liegnitz (1281-1347) | Otto II van Karinthië (1265-1310) ∞ Euphemia van Silesia-Liegnitz (1281-1347) | Otto II van Karinthië (1265-1310) ∞ Euphemia van Silesia-Liegnitz (1281-1347) |
| Ouders                              | Peter II van Sicilië (1304-1342) ∞ 1322 Elisabeth van Karinthië (1298–1352) | Peter II van Sicilië (1304-1342) ∞ 1322 Elisabeth van Karinthië (1298–1352) | Peter II van Sicilië (1304-1342) ∞ 1322 Elisabeth van Karinthië (1298–1352) | Peter II van Sicilië (1304-1342) ∞ 1322 Elisabeth van Karinthië (1298–1352) | Peter II van Sicilië (1304-1342) ∞ 1322 Elisabeth van Karinthië (1298–1352)   | Peter II van Sicilië (1304-1342) ∞ 1322 Elisabeth van Karinthië (1298–1352)   | Peter II van Sicilië (1304-1342) ∞ 1322 Elisabeth van Karinthië (1298–1352)   | Peter II van Sicilië (1304-1342) ∞ 1322 Elisabeth van Karinthië (1298–1352)   |
| Eleonora van Sicilië (1325-1373)    |                                                                             |                                                                             |                                                                             |                                                                             |                                                                               |                                                                               |                                                                               |                                                                               |